# Prototype (patron de conception)
 (octobre 2014).
- Si vous ne connaissez pas le sujet, laissez ce bandeau (vous pouvez alors contacter les auteurs).
- Si vous supprimez le contenu mis en cause (vous pouvez préalablement contacter les auteurs),

argumentez précisément cette suppression dans la page de discussion
(un manque de référence n'est pas un argument ; une recherche réelle de référence doit avoir été effectuée, être formellement documentée).
 (octobre 2014).
Si vous disposez d'ouvrages ou d'articles de référence ou si vous connaissez des sites web de qualité traitant du thème abordé ici, merci de compléter l'article en donnant les références utiles à sa vérifiabilité et en les liant à la section « Notes et références ».
Pour les articles homonymes, voir Prototype (homonymie).
En programmation informatique, le patron de conception prototype est utilisé lorsque la création d'une instance est complexe ou consommatrice en temps. Plutôt que créer plusieurs instances de la classe, on copie la première instance et on modifie la copie de façon appropriée.
Pour implémenter ce patron il faut déclarer une classe abstraite spécifiant une méthode virtuelle pure appelée clone(). Toute classe nécessitant un constructeur polymorphique dérivera de cette classe abstraite et implémentera la méthode clone().
Le client de cette classe, au lieu d'écrire du code invoquant directement l'opérateur "new" sur une classe explicitement connue, appellera la méthode clone() sur le prototype ou passera par un mécanisme fourni par un autre patron de conception (par exemple une méthode de fabrique avec un paramètre désignant la classe concrète à instancier).

## Structure
Le diagramme de classes est le suivant :
La classe Prototype sert de modèle principal pour la création de nouvelles copies. Les classes ConcretePrototype1 et ConcretePrototype2 viennent spécialiser la classe Prototype en venant par exemple modifier certains attributs. La méthode clone() doit retourner une copie de l'objet concerné. Les sous-classes peuvent hériter ou surcharger la méthode clone(). La classe Client va se charger d'appeler les méthodes de clonage via sa méthode operation().

## Exemple de code en C#
```
public
 
enum
 
RecordType

{

   
Car
,

   
Person

}

/// <summary>

/// Record is the Prototype

/// </summary>

public
 
abstract
 
class
 
Record
 
:
 
ICloneable

{

    
#region ICloneable Membres

    
object
 
ICloneable
.
Clone
()
 
{
 
return
 
this
.
Clone
();
 
}

    
#endregion

   
public
 
abstract
 
Record
 
Clone
();

}

/// <summary>

/// PersonRecord is the Concrete Prototype

/// </summary>

public
 
class
 
PersonRecord
 
:
 
Record

{

   
string
 
name
;

   
int
 
age
;

   
public
 
override
 
Record
 
Clone
()

   
{

      
return
 
(
Record
)
this
.
MemberwiseClone
();
 
// default shallow copy

   
}

}

/// <summary>

/// CarRecord is another Concrete Prototype

/// </summary>

public
 
class
 
CarRecord
 
:
 
Record

{

   
string
 
carname
;

   
Guid
 
id
;

   
public
 
override
 
Record
 
Clone
()

   
{

      
CarRecord
 
clone
 
=
 
(
CarRecord
)
this
.
MemberwiseClone
();
 
// default shallow copy

      
clone
.
id
 
=
 
Guid
.
NewGuid
();
 
// always generate new id

      
return
 
clone
;

   
}

}

/// <summary>

/// RecordFactory is the client

/// </summary>

public
 
class
 
RecordFactory

{

   
private
 
static
 
Dictionary
<
RecordType
,
 
Record
>
 
_prototypes
 
=
 

                  
new
 
Dictionary
<
RecordType
,
 
Record
>
();

   
/// <summary>

   
/// Constructor

   
/// </summary>

   
public
 
RecordFactory
()

   
{

      
_prototypes
.
Add
(
RecordType
.
Car
,
 
new
 
CarRecord
());

      
_prototypes
.
Add
(
RecordType
.
Person
,
 
new
 
PersonRecord
());

   
}

   
/// <summary>

   
/// The Factory method

   
/// </summary>

   
public
 
Record
 
CreateRecord
(
RecordType
 
type
)

   
{

      
return
 
_prototypes
[
type
].
Clone
();

   
}

}

```

## Exemple de code en JAVA
```
/* Prototype Class */

public
 
class
 
Cookie
 
implements
 
Cloneable

{

    
@Override

    
public
 
Cookie
 
clone
()
 

    
{

        
try
 

        
{

            
Cookie
 
copy
 
=
 
(
Cookie
)
super
.
clone
();

            
// Dans une implémentation réelle de ce patron de conception, il faudrait

            
// créer la copie en dupliquant les objets contenus et en attribuant des

            
// valeurs valides (exemple : un nouvel identificateur unique pour la copie).

            
return
 
copy
;

        
}

        
catch
 
(
CloneNotSupportedException
 
e
)

        
{

            
return
 
null
;

        
}

    
}

}

/* Concrete Prototypes to clone */

public
 
class
 
CoconutCookie
 
extends
 
Cookie
 
{
 
}

/* Client Class */

public
 
class
 
CookieMachine

{

    
private
 
Cookie
 
cookie
;
 
// aurait pu être "private Cloneable cookie;"

    
public
 
CookieMachine
(
Cookie
 
cookie
)

    
{
 

        
this
.
cookie
 
=
 
cookie
;
 

    
}

    
public
 
Cookie
 
makeCookie
()

    
{

        
return
 
cookie
.
clone
();
 

    
}

    
public
 
static
 
void
 
main
(
String
 
args
[]
)

    
{
 

        
Cookie
        
tempCookie
 
=
  
null
;
 

        
Cookie
        
prot
       
=
 
new
 
CoconutCookie
();
 

        
CookieMachine
 
cm
         
=
 
new
 
CookieMachine
(
prot
);
 

        
for
 
(
int
 
i
=
0
;
 
i
<
100
;
 
i
++
)

        
{

            
tempCookie
 
=
 
cm
.
makeCookie
();

        
}

    
}

}

```

## Exemples
Exemple où prototype s'applique : supposons une classe pour interroger une base de données. À l'instanciation de cette classe on se connecte et on récupère les données de la base avant d'effectuer tous types de manipulation. Par la suite il sera plus performant pour les futures instances de cette classe de continuer à manipuler ces données que de réinterroger la base. Le premier objet de connexion à la base de données aura été créé directement puis initialisé. Les objets suivants seront une copie de celui-ci et donc ne nécessiteront pas de phase d'initialisation.